# Реис юл-кюттаб
Реѝс юл-кюттаб (на турски: reis ül-küttab; на османски турски: رئيس الكتاب), или реѝс ефенди (главен началник: от арабското „раѝс“ – глава; и турското „ефенди“ – господин, господар, началник), е началникът на османската държавна канцелария.
Той е сред 3-та помощници на османския велик везир – най-старшия министър. До края на ХVІІ век е главно началник на канцеларията, най-старшият служител и началник на всички служители в Дивана.
От 1699 г., т.е. от Карловицкия мирен договор, той фактически изпълнява и функциите на османски министър на външните работи.